# 武家官位
武家官位（ぶけかんい）とは、主として戦国期から江戸期にかけて、武士が任官または自称した官位（官職と位階）をいう。武家官途ともいわれる。

## 前史
武士団の成立には、国司や目代として下向した後土着した、旧受領層が大きく関わっている。彼らはその官位を支配のよりどころとして、自らの勢力を拡大した。武士勢力が成長すると、権力者はこれに官位を授け自らの支配下に組み込もうとした。官位は、律令制が崩壊し、実質的な意味が無くなっても権威としての威力を持っていたために、武士の序列を明確化する目的でも使用された。しかし同時に、武士に対する朝廷の支配を表すものであった。
武家政権が成立すると、源頼朝は御家人の統制のため、御家人が頼朝の許可無く任官することを禁じた。源義経が追放されたのもこの禁を破ったからである。後に武家の叙位任官は官途奉行の取り扱いのもと、幕府から朝廷へ申請する武家執奏の形式を取ることが制度化された。

## 南北朝時代
南北朝時代、南朝は北朝との戦いで武士を味方に引き入れる必要があった。北畠親房、新田義興等は自陣営の武士の任官所望を吉野に申請し、恩賞という形で官途を与えていた。やがて足利尊氏・義詮も対抗すべく同様のやり方を取り入れたと考えられている。こうして、観応の擾乱を契機として、官位は恩賞としての性格を持つようになっていた。叙任形態の変化により、貞治5年（1366年）10月に吉田社成功で伊予守に任官した上杉顕定を最後に、成功任官は姿を消す。その後幕府では、恩賞沙汰で官途申請が審議され、推挙が行われた。
成功の消滅によって、一斉同時任官の契機が失われ、官途を求めるものの増大が引き起こされたため、私称官途が黙認され、横行するようになった。これは、ある一定範囲の名に関してのみ、正式な手続きを経ず、名乗る者が上位と仰ぐ存在から承認を受ければ、私的に名乗っても良いと幕府・武家社会の中で暗黙に認められたのではないかと考えられている。成功任官の消滅は、幕府の施策や叙任形態のみならず、その後の武家官位や武家社会に大きな影響を与えたと見られている。
時代は下り、3代将軍足利義満の時代になると、官途は苗字・実名と不即不離の「呼び名」「称号」に近いもの、人格・イエを体現し、室町殿との主従関係を表示する記号となっていった。

## 戦国〜安土桃山時代の武家官位
戦国時代になると、幕府の権力が衰え、大名が直接朝廷と交渉して官位を得る直奏の例が増加することになる。朝廷が資金的に窮迫すると、大名達は献金の見返りとして官位を求め、朝廷もその献金の見返りとして、その武家の家格以上の官位を発給することもあった。たとえば左京大夫は大名中でも四職家にしか許されない官であったが、戦国期には地方の小大名ですら任じられるようになり、時には複数の大名が同時期に任じられることもあった。大内義隆に至っては高額の献金を背景に、最終的には従二位・兵部卿という高い官位を得ている。官位は権威づけだけではなく、領国支配の正当性や戦の大義名分としても利用されるようになる。その主な例として、大内氏が少弐氏に対抗するために大宰大弐を求めた例、三河国の支配を正当化するために織田信秀、今川義元、徳川家康が三河守を求めた例がある。大名である織田信長が家臣の羽柴秀吉や明智光秀その他数名を朝廷に推挙して正式な手続きを経て筑前守や日向守などに任官させた例もある。
一方この時代には、朝廷からの任命を受けないまま官名を自称（僭称）する例も増加した。織田信長が初期に名乗った『上総守』や上総介もその一つである。また官途書出、受領書出といって主君から家臣に恩賞として官職名を授けるといったものまで登場した。大友宗麟が官途状を発給して家臣を右馬助に任じている例などがそれに該当する。
豊臣秀吉が公家の最高位である関白として天下統一を果たすと、豊臣氏宗家を摂関家、豊臣氏庶流および徳川・前田・上杉・毛利・宇喜多の諸氏を清華家格とする家格改革を行うなど、諸国の大名に官位を授けて律令官位体系に取り込むことで統制を行おうとした。ところが、ただでさえ公家の官位が不足気味だったところへ武家の高位への任官が相次いだために、官位の昇進体系が機能麻痺を起こしてしまう。その結果、大臣の任用要件を有する公家が不在となってしまい、秀吉が死去した際（1598年）には、内大臣徳川家康が最高位の官位保有者であるという異常事態に至った。また秀吉は同じく海外志向であった武将の亀井茲矩の申し出に対し、律令に無い官職である琉球守（現在の沖縄）や台州守（現在の中国浙江省台州市）など異例な名乗りを許している。これは厳密に言えば朝廷にとって由々しき事態であったが、秀吉の海外進出が挫折すると亀井の名乗りも国内官職へ回帰した。

## 江戸時代の武家官位
徳川家康が江戸幕府を開くと、官位を武士の統制の手段として利用しつつもその制度改革に乗り出した。まず、慶長11年（1606年）に武家官位は江戸幕府の推挙によるものとした。慶長16年（1611年）には武家官位を員外官（いんがいのかん）として公家官位と切り離す方針が打ち出され、禁中並公家諸法度(第7条）により制度化された。これは将軍であっても例外ではなかった。武家と公家の官位を切り離すことによって、武士の官位保有が公家の昇進の妨げになる事態を防止した。
ただし、太政大臣については、武家官位（徳川家康・秀忠・家斉が任官）と公家官位の重複は発生しなかった。朝廷側には、徳川将軍家の太政大臣は実質を伴う公家官位である（禁中並公家諸法度が規定した武家官位にはあたらない）という考え方があったらしく、江戸時代の公家で最初の太政大臣になった近衛基熙（徳川家宣の義父でもある）も「太政大臣は東武（徳川将軍）の官になっていて摂関家や清華家は任じられない官」になっていたと記している（『基熙公記』宝永6年9月8日条）。
武家の官位の任命者は事実上将軍とし、大名家や旗本が朝廷から直接昇進推挙を受けた場合でも、改めて将軍の許可を受けねばならなかった。もっとも、将軍が大名や旗本に与える官位は、将軍が任命するだけでは足りず、幕府の奏上を受けた朝廷から勅許が下りることで初めて正式なものとなった。すなわち、将軍に任命された時点では単に「諸大夫」「四品」などに任じられて「○○守」などの名乗りを許されたという仰書・申付書が下されるだけに過ぎないが、勅許を得ることで「従五位下」「従四位下」といった正式な位階と名乗りがそのまま官途名として認められた位記・口宣案が発給された。発給は通常数人まとめて行われているが、任官の日付は将軍が許可した日に遡って記されている。また、「和泉守」から「越前守」に改めるような事例の場合には、任官の再申告は行われなかった。
なお、位記・口宣案の発給には従五位下諸大夫で金10両、大納言で銀100枚といった具合に天皇に対して金子を進上することになっており、それが上皇や皇太子、女院、中宮や武家伝奏、上卿や実務にかかわる地下官人などにも配分された。武家官位の授与数は年間で3桁以上に上るため、武家官位の授与は江戸時代の天皇・皇族・公家にとっては大きな収入源になっていた。
ただし、すべての大名が武家官位を持つようになるのは、18世紀に入ってからである。江戸時代の初期には小大名の中には武家官位を授からないままの者も少なくなかった。寛文印知によって大名の格式が整備されたころから、ほとんどの大名に官位が与えられるようになり、宝永6年3月7日（1709年4月16日）に将軍徳川家宣は「今より万石以下の人々、みな叙爵あるべし」と宣言（『徳川実紀』（『文昭院殿御実紀』巻1））して官位のなかった27名の大名が一斉に叙爵されて以後、すべての大名が家督継承時（家格によってはそれ以前の段階）に武家官位を授けられることになった。これにより名目上となった武家の家格はあまり重要視されなくなった。
また、江戸期の官名変更は改名と称し、基本的には朝廷を経ず幕府内で処理していたため、朝廷からの辞令（宣旨等）は発行されない。。
大名に与える位階は、宮中の武官の家柄であった羽林家に倣い、
- 従五位下（諸大夫・五位） - 一般大名
- 従四位下（四品・しほん）

官職は
- 侍従
  - 国持大名（小笠原、鍋島など）は従四位下侍従
  - 南部・柳沢と準国主（丹羽、立花など）は初め従四位下または従五位下のち従四位下侍従に昇進
  - 織田も江戸初期は準国主に次ぐ格式（「明和事件」「宇陀崩れ」で家格降下）
  - 譜代の一部（榊原など）は従五位下のち侍従に昇進
  - 譜代並・願い譜代の一部（真田など）は従五位下のち従四位下に昇進
- 左近衛権少将（羽林）- 国持大名の一部（黒田、岡山池田、細川など）、親藩、親藩並（鳥取池田など）、連枝（高須、西条など）
- 左近衛権中将（羽林）- 松平（将軍家の兄の家。越前松平福井藩）、保科（将軍家の弟の家。会津松平）、島津、伊達、井伊
- 参議（宰相） - 前田、家門（館林、甲府）
- 権中納言（黄門） - 水戸徳川家
- 権大納言（亜相） - 尾張徳川家、紀州徳川家、御三卿
- 左・右近衛大将（柳営）内大臣（内府）　- 徳川将軍家

とした。
これらの武家官位について、伺候席席次を官位の先任順としたり、一部の伺候席を四品以上の席としたりするなどし、さらに、大名家により初官や昇進の早さを微妙に変えるなどして家格に差をつけた。四品は従四位下以上を指す言葉である。本来「四品」は親王の品位を指す言葉であるが、「四位」の意味であるという誤用が定着したものである。
なお、旗本が武家官位を授けられる場合には、正六位相当の布衣に任ぜられる場合があった。江戸幕府による武家官位では、布衣がもっとも下位にあたった。また、御三家および加賀藩の家老のうち数名が幕府の推挙という形式で叙爵を受けることができた（附家老）。
ただし、以上の規定にもかかわらず、喜連川藩の藩主である喜連川氏のみは、歴代当主は幕府からの武家官位を受けずに公式には無位無官でありながら、「左兵衛督」「左馬頭」を自称し、幕府や朝廷も許容していた。これは、同氏は足利将軍家の血を引く生き残り（古河公方の末裔。「左兵衛督」「左馬頭」は歴代の鎌倉公方・古河公方の官職）であり、幕藩体制の統制下の枠組みには完全には含まれていなかった影響があるとみられている。
参考までに1712年（正徳2年）刊行の「和漢三才図会」記載の官位昇進の順序を以下に示す（ただし、左の番号は、便宜的につけたものである）。
1) 侍（無位無官）→ 2) 諸大夫→ 3) 侍従（相当従五位下）→ 4) 少将（相当正五位下）→ 5) 中将（相当従四位上）→ 6) 参議（相当正四位下または従三位）→ 7) 中納言（相当従三位）→ 8) 大納言（相当正三位・従三位）→ 9) 内大臣（相当正二位・従二位）→ 10) 右大臣（相当従二位）→ 11) 左大臣（相当正二位）→ 12) 太政大臣（相当正一位・従一位）
この武家官位名は個人の名としても用いられ、本来は官職名であると認識している人々からもその是正は難しいと考えられていた。朝廷では罪を犯した官人からは役職を褫奪する事が行われていたが、幕府においては行われなかった。これが初めて行われたのは幕末期の第一次長州征伐の際のことであり、長州藩主であった長門宰相は「参議」と「大膳大夫」の官を解かれ、「毛利大膳」と呼ばれるようになり、世子「松平長門守」は「毛利長門」と呼ばれるようになっている。

### 官名の特例
武家官位では、「〜守」「〜頭」等の官途名乗りは官職とはされず、叙爵された者が称しているものとされた。ただし、勅許を得ることで作成される口宣案にその官途名が明記され、単なる自称とは異なる重みを持つことになった。この官途名乗りにおいても幕府の許可が必要とされていたが、原則的には名乗る当人の希望が重視された。ただし、一部の官途名に特例を設けるなどして大名統制に利用している。具体的には次のとおり。
- 同姓同官名の禁止
  - 混乱を避けるため
- 松平姓の国持大藩大名による領国名優先使用
  - 加賀前田家（幕府より松平姓を賜る）の加賀守、福井松平家の越前守（桃山・戦国以前に越前守の叙任がある上杉家と八代将軍寵臣だった大岡家は例外）など
- 外様の国持大藩大名による領国名優先使用
  - 仙台伊達家の陸奥守、薩摩島津家の薩摩守、福岡黒田家の筑前守、広島浅野家の安芸守、佐賀鍋島家の肥前守[注釈 2]など。この他幕府創成期には毛利秀就の長門守の例もあったが、後に侍従が極官となっている。
- 大廊下、大広間詰め大名以外の、老中と同一の名乗り禁止
  - 老中昇進時に同名乗りの大名および配下の幕府役人、諸大名家の家臣らは遷任し、名乗りを変える。ただし天明4年（1784年）に牧野越中守が老中になった際は松平越中守が名乗りの継続を申し出て認められている。これは家格の高さが認められたものである[11]。
- 国持大名以外の領国名使用禁止
  - 肥前の松浦氏（肥前守、他には壱岐守）、信濃の真田氏（信濃守、他には伊豆守））等は例外として許可された。

#### 用いられない名乗り
- 秀忠の兄結城秀康は幕府成立以前から三河守の官途を名乗っており、嫡子松平忠直も称している。忠直の孫の松平綱国も世子時代には三河守を称していたが、その廃嫡以降は三河守の官途は用いられなかった。
- 武蔵守、治部少輔、尾張守の名乗りは用いられなかった。これは過去の同名使用者に対する忌避や遠慮があったものとされる。治部少輔は石田三成への嫌悪に基づくとされている[19]。また治部大輔[20]、治部卿も用いられない[10]。
- 衛門府・兵衛府の督では右衛門督・左兵衛督が用いられる[20]。次官の佐は左衛門佐・右衛門佐・左兵衛佐・右兵衛佐が用いられるが、三等官の尉は左衛門尉と右衛門尉が用いられる[19]。
- 大国の守[19]や中務卿は親王が任官するものであるため、任官は行われなかった[10]。
- 慶応3年（1867年）3月25日には山城守を名乗ることが禁じられている。
- 特定の家筋のみに許可された名乗りがあり、雅楽頭は酒井雅楽頭家（姫路藩主）、掃部頭は井伊氏（彦根藩主）が独占的に称した。

### 有力大名（三家および親藩、本国持、大身国持の上位および有力譜代）の官名
- 尾張徳川氏 - 権中納言、権大納言、右兵衛督は喜連川氏（足利）に優先
- 紀州徳川氏 - 権中納言、権大納言、常陸介
- 水戸徳川氏 - 権中納言、左衛門督
- 加賀前田氏 - 参議、加賀守
- 越前松平氏（福井藩） - 参議、左近衛権中将・少将、越前守
- 島津氏 - 左近衛権中将・少将、修理大夫、薩摩守、大隅守
- 仙台伊達氏 - 左近衛権中将・少将、陸奥守
- 会津松平氏 - 左近衛権中将・少将、肥後守は細川氏に優先
- 連枝（西条松平・高須松平など） - 左京大夫、弾正少弼、摂津守、左近衛権少将、侍従
- 黒田氏 - 肥前守、美濃守、筑前守、左近衛権少将、侍従
- 宗氏 - 対馬守、侍従、左近衛権少将
- 細川氏 - 越中守、肥後守（会津不使用時）、左近衛権少将、侍従
- 浅野氏 - 弾正少弼、安芸守、左近衛権少将、侍従
- 上杉氏 - 弾正大弼、左近衛権少将、侍従
- 佐竹氏 - 右京大夫、左近衛権少将、侍従
- 毛利氏 - 大膳大夫、長門守、侍従
- 鍋島氏 - 丹後守、信濃守、侍従
- 藤堂氏 - 和泉守、侍従など
- 越前松平氏（津山藩） - 左近衛権中将、越後守
- 酒井氏
  - 左衛門尉酒井家（出羽庄内藩） - 左衛門尉、摂津守、侍従など
  - 雅楽頭酒井家（前橋藩→姫路藩） - 雅楽頭、侍従など
- 本多氏（平八郎家） - 中務大輔、侍従など
- 榊原氏（式部大夫家） - 式部大輔、侍従など
- 井伊氏（彦根藩） - 掃部頭、侍従など

### 武家官位に対する異論
武家官位は伝統的な律令制以来の身分体系に武家を組み込み、将軍を頂点とした序列を付け、統制を行うのに効果的な役割を果たしたが、これに対し江戸時代において全く異議が唱えられなかったわけではない。
第6代将軍家宣・第7代将軍家継の下で正徳の治を行った新井白石は、著書『読史余論』で足利義満の時代について触れた中で、義満とその臣下は君臣関係にあるが、同時に義満は天皇の臣下であるため天皇の臣下と言う点では将軍もその臣下と同じということになってしまうために（君臣共に王官をうくる時は、その実は君・臣たりといへども、その名はともに王臣也）将軍の臣下（守護大名達）は義満に心から従わず、それゆえに反乱が多かった（明徳の乱・応永の乱など）と論じた。そして、公家・武家から人民に至るまで将軍の臣下となるような独自の身分制度を作るべきだったと主張している。また荻生徂徠は第8代将軍吉宗の諮問を受けて提出した意見書『政談』で、大名の中には官位を叙任する文書は天皇から発給されるので天皇こそ真の主君だと考え、今は将軍の威勢を恐れているので家来になっているだけの者がいる、と指摘し、武家には十二段階の独自の勲等制度を設けるべきだと提言している。この指摘は、幕末になって江戸幕府の威勢が衰えると現実のものとなった。

## 武家官位の終焉
明治維新によって江戸幕府が終焉を迎えると、叙位任官は朝廷に一本化された。処罰によるもの以外の武家官位は褫奪されることなく、そのまま諸大名・旗本は名として使用し続けていた。戊辰戦争で敗北した松平肥後守容保は「松平肥後」、伊達陸奥守慶邦は「伊達陸奥」、上杉弾正大弼斉憲は「上杉弾正」と下司（守・大夫などの官の序列を示すもの）を削った形で呼ばれるようになった。
新政府は慶応4年（1868年）4月13日、諸侯に対して本人と家族の俗名・実名などを提出するよう命じたが、多くの諸侯が武家官位を「名」として認識していたため、俗名として「一柳対馬守」などの武家官位を記す例も見られた。明治元年（1868年）の職員録では軍務官副知事として長岡左京亮や有馬中務大輔が准副知事の久我大納言の上席として記されている。また新規の叙位任官も「本多中務大輔」や「大関美作守」など、明治2年（1869年）7月まで行われている。
明治2年1月、新政府は下太夫以下の官位をすべて停止することを命じた。これにより多くの旗本も下司を削って名とするようになった。6月17日の版籍奉還を受け、6月23日には新政府は旧官職名の名としての使用を停止し、実情に沿うようにしたいという意向を示し、意見を求める布告を発した。知藩事となった旧諸侯は賛意を示し、7月8日には旧来の官職名・受領名が全廃される布告が発せられた。これにより官職についていた武家は現任の役職名を称するようになり、武家官位制度は完全に終焉した。